# Decencio (obispo de Segovia)
Decencio fue un religioso visigodo que ejerció como obispo de Segovia a finales del siglo VII.
Nombrado para el cargo en el año 690, sucedió en la silla episcopal al obispo Deodato. Asistió en el año 693 al XVI Concilio de Toledo, y durante su gobierno tuvo lugar la invasión musulmana de la península, sin que se tengan más noticias suyas, ni de otro obispo de la diócesis hasta el año 940, en que fue nombrado Ilderedo.

Gregorio de Argaiz, basándose en los falsos cronicones, le hace discípulo de san Fructuoso del Bierzo, obispo de Dumio y de Braga, y sostiene que profesó en el monasterio de San Pedro de Montes; también habla de san Frutos y del martirio sufrido por sus hermanos san Valentín y santa Engracia, que tuvo lugar al inicio de la invasión musulmana.